# لين المجوس
لين المجوس (بالإستونية: Laine Mägi) هي ممثلة إستونية، ولدت في 3 فبراير 1959 في إستونيا.

## وصلات خارجية
- لين المجوس على موقع IMDb (الإنجليزية)
- لين المجوس على موقع ألو سيني (الفرنسية)
- لين المجوس على موقع ميوزك برينز (الإنجليزية)
- لين المجوس على موقع قاعدة بيانات الأفلام السويدية (السويدية)
- لين المجوس على موقع قاعدة بيانات الفيلم (الإنجليزية)
- لين المجوس على موقع كينوبويسك (الروسية)